# Терамо

Терамо (італ. Teramo) — місто та муніципалітет в Італії, у регіоні Абруццо, столиця провінції Терамо.
Терамо розташоване на відстані близько 135 км на північний схід від Рима, 45 км на північний схід від Л'Акуіли.
Населення — 54 993 особи (2014).

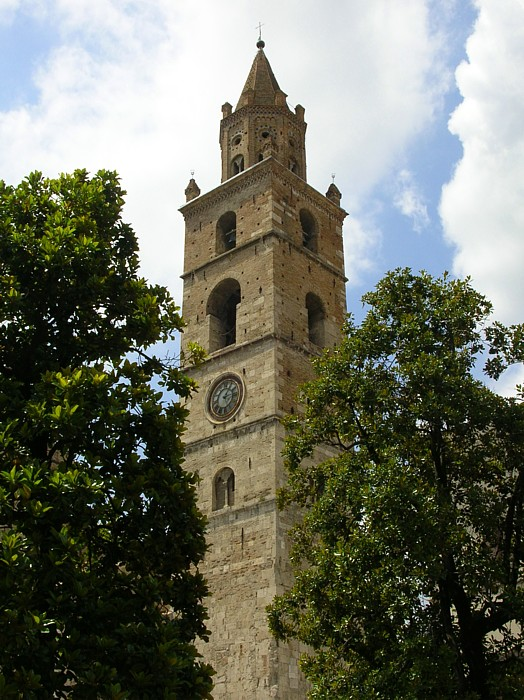

Щорічний фестиваль відбувається 19 грудня. Покровитель — San Berardo.

## Демографія
Населення за роками:

Станом на 1 січня 2023 року в муніципалітеті офіційно проживав 3381 іноземець з 99 країн, серед них 927 громадян країн Євросоюзу та 165 громадян України.

## Сусідні муніципалітети
- Башіано
- Белланте
- Камплі
- Канцано
- Кастеллальто
- Черміньяно
- Кортіно
- Монторіо-аль-Вомано
- Пенна-Сант'Андреа
- Торричелла-Сікура